# Gryphus tokionis
Gryphus tokionis är en armfotingsart som beskrevs av Dall 1920. Gryphus tokionis ingår i släktet Gryphus och familjen Terebratulidae. Inga underarter finns listade i Catalogue of Life.